# 호계로 (울산)
호계로(Hogye-ro)는 울산광역시 북구 송정동 유아교육원 교차로에서 신천동 천곡사거리를 잇는 도로이다.

## 주요 경유지
울산광역시
- 북구 (송정동 · 농소동)

## 노선
| 이름                           | 접속 노선             | 소재지     | 소재지 | 비고 |
| ------------------------------ | --------------------- | ---------- | ------ | ---- |
| 유아교육원 교차로              | 국도 제7호선 (산업로) | 울산광역시 | 북구   |      |
| 시장2리사거리                  | 동대로 농서로         | 울산광역시 | 북구   |      |
| 21세기병원 교차로              | 동대16길              | 울산광역시 | 북구   |      |
| 신천교 교차로                  | 제내5길               | 울산광역시 | 북구   |      |
| 신천교                         |                       | 울산광역시 | 북구   |      |
| 냉천사거리                     | 매곡로                | 울산광역시 | 북구   |      |
| 농협앞 교차로                  | 갈밭길                | 울산광역시 | 북구   |      |
| 농소2동행정복지센터입구 교차로 | 천생1길               | 울산광역시 | 북구   |      |
| 극동스타글래스앞 교차로        | 신천로                | 울산광역시 | 북구   |      |
| 천곡사거리                     | 국도 제7호선 (산업로) | 울산광역시 | 북구   |      |

## 주요 건물및 시설
- 농소공영버스차고지 (울산광역시 북구 농소동 호계로 80)
- 울산농소1동우체국 (울산광역시 북구 농소동 호계로 196)
- 새마을금고 농소새마을금고 본점 (울산광역시 북구 농소동 호계로 221)
- 뚜레쥬르 울산호계엘리야 병원점 (울산광역시 북구 농소동 호계로 285)
- 경남은행 호계금융센터 (울산광역시 북구 농소동 호계로 299)
- KT 제이에이치앤씨 호계로점 (울산광역시 북구 농소동 호계로 314)
- 부산은행 울산호계지점 (울산광역시 북구 농소동 호계로 328)
- CU 울산신천점 (울산광역시 북구 농소동 호계로 329)
- IBK기업은행 울산호계지점 (울산광역시 북구 농소동 호계로 332-1)
- GS25 호계하이플러스점  (울산광역시 북구 농소동 호계로 332-1)
- 신협 울산시의사신협 본점 (울산광역시 북구 농소동 호계로 376-2)